# Dichromodes poecilotis
Dichromodes poecilotis är en fjärilsart som beskrevs av Edward Meyrick 1890. Dichromodes poecilotis ingår i släktet Dichromodes och familjen mätare. Inga underarter finns listade i Catalogue of Life.